# Вестовер Хилс (Тексас)
Вестовер Хилс (енгл. Westover Hills) град је у америчкој савезној држави Тексас. По попису становништва из 2010. у њему је живело 682 становника.

## Демографија
Према попису становништва из 2010. у граду је живело 682 становника, што је 24 (3,6%) становника више него 2000. године.
| Група             | 2000.       | 2010.       |
| Белци             | 637 (96,8%) | 652 (95,6%) |
| Афроамериканци    | 0 (0,0%)    | 1 (0,1%)    |
| Азијати           | 5 (0,8%)    | 12 (1,8%)   |
| Хиспаноамериканци | 10 (1,5%)   | 8 (1,2%)    |
| Укупно            | 658         | 682         |